# Иванов, Сергей Андреевич (народоволец)
Серге́й Андре́евич Ивано́в (в некоторых источниках ошибочно — Александрович; прозвища — Данилов, Василий Алексеевич; 7 августа 1858, деревня Кладовка, Ярославский уезд, Ярославская губерния, Российская империя — 12 февраля 1927, Париж, Франция) — русский революционер, народоволец, эсер.

## Биография
Родился 7 августа 1858 года в деревне Кладовка Ярославского уезда Ярославской губернии, в дворянской семье. Двоюродный правнук поэта К. Н. Батюшкова. Учился в Ярославской гимназии. В 1877 году поступил в Медико-хирургическую академию в Петербурге. Принимал участие в студенческом движении. Был одним из организаторов студенческой демонстрации в академии в декабре 1878 года.
В конце 1879 года был арестован за участие в студенческой вечеринке, которая проходила на его квартире, и в административном порядке сослан в Архангельскую губернию. В начале 1881 года вернулся в Петербург и поступил в университет. Распространял революционную литературу, участвовал в деятельности Красного Креста «Народной воли». Лично знал А. И. Желябова и С. Л. Перовскую, работал под их непосредственным руководством. В ночь со 2 на 3 апреля 1881 года был арестован и в административном порядке сослан в Сибирь на 5 лет.
23 декабря 1882 года бежал из ссылки и в начале 1883 года приехал в Петербург. Восстанавливал связи с местными организациями, по поручению петербургской организации «Народной воли» побывал в Орше, Могилёве и Минске. В апреле 1883 года вернулся в Петербург, работал в тайной революционной типографии, которая предназначалась для выпуска «Листка Народной воли». Однако она была ликвидирована вследствие угрозы раскрытия. В ней была издана только брошюра «Чего нам ждать от коронации» по поводу коронации Александра III. Оба «Листка Народной воли» печатались в типографии М. П. Шебалина. Вместе с С. Н. Кривенко и С. А. Приклонским планировал издавать нелегальную газету, которая объединила бы революционеров и либералов. С целью сбора средств на издание газеты отправился на юг, побывал в Харькове и Екатеринославе В январе 1884 года приезжал в Киев, встречался с М. П. Шебалиным, помог ему восстановить местную организацию «Народной воли».
На Парижском съезде «Народной воли» в конце января — начале февраля 1884 года был избран в Центральную группу, участвовал в переговорах с «Молодой партией Народной воли». Организовал изготовление бомб в Луганске и типографию в Ростове-на-Дону. В ней печаталась часть тиража № 10 «Народной воли». В конце 1884 года уехал за границу, но в начале 1885 года вернулся в Россию, вступил в южнорусскую народовольческую организацию и вместе с Б. Д. Оржихом ездил в Курск, Орёл, Москву, Петербург, распространял № 11 — 12 «Народной воли», восстанавливал связи с местными народовольческими организациями.
18 января 1886 года был арестован. 26 мая — 4 июня 1887 года судился по «процессу двадцати одного», приговорён к смертной казни. При утверждении приговора казнь была заменена пожизненной каторгой. Каторгу отбывал в Шлиссельбурге. Освобождён осенью 1905 года После освобождения жил в Лифляндской губернии, затем в Киеве, писал мемуары. Работу над ними начал в Шлиссельбурге. Вступил в партию эсеров, выполнял поручения Центрального комитета. Был членом партийной судебно-следственной комиссии по делу Е. Ф. Азефа.
В 1910 году выехал в Женеву на лечение. Жил в Швейцарии и Франции (с 1910 — в Париже), где входил в группу М. А. Натансона. С 1912 года отошёл от активной политической деятельности, занимался благотворительной и общественной работой. Во время Первой мировой войны волонтёр на французском фронте. 18.9.1917 (при основании) стал почётным председателем Русской Лиги революционной обороны. После Февральской революции 1917 добился, чтобы Тургеневская библиотека в Париже не была передана в Школу восточных языков. С 1920 года до кончины председатель правления Тургеневской библиотеки. В 1919 года член комитета Русского бюро печати «Унион» в Париже. Один из первых членов, созданного в 1919, в 1921—1923 секретарь Комитета помощи русским писателям и учёным во Франции. Казначей, затем член правления Общественного комитета помощи голодающим в России, с 1924 года член нового комитета. Член русского Политического совещания на мирной конференции. Член парижской организации Партии социалистов-революционеров, Земгора, комитета Политического Красного Креста. Председатель комитета Русской общественной столовой на рю Гласьер.
Масон, с 1919 года член парижской ложи «Братство». Затем член-основатель русских эмигрантских масонских лож и капитула «Северная звезда».
Умер 12 февраля 1927 года в Париже от разрыва сердца.
Жена (с 1909 года) — революционерка-народница Вера Самойловна Гассох.

## Сочинения
- Иванов С. А. Из воспоминаний о 1881 годе. // Былое. 1906. № 4. С. 228—242.
- Иванов С. А. Возникновение и падение Дурносёловки. // Былое. 1906. № 6. С. 33 — 40.
- Иванов С. А. К характеристике общественных настроений в России в начале 80-х годов. // Былое. 1907. № 9. С. 193—207.
- Иванов С. А. Вера Николаевна Фигнер. // Галерея Шлиссельбургских узников / под редакцией Н. Ф. Анненского, В. Я. Богучарского, В. И. Семевского и П. Ф. Якубовича /. Часть I. СПб.: ТипографияМ. М. Стасюлевича, 1907.
- Иванов С. А. Людмила Александровна Волкенштейн.// Галерея Шлиссельбургских узников / под редакцией Н. Ф. Анненского, В. Я. Богучарского, В. И. Семевского и П. Ф. Якубовича /. Часть I. СПб.: Типография М. М. Стасюлевича, 1907.
- Из народовольческих воспоминаний С. А. Иванова. // Народовольцы 80-х и 90-х годов. М.: Издательство Всесоюзного Общества политкаторжан и ссыльнопоселенцев, 1929. С. 24 — 65.